# Јустин I
Флавије Јустин (лат. Flavius Iustinus), познатији као Јустин I, био је источноримски (византијски) цар од 518. до 527. године. Јустин је пре свега остао запамћен као претходник свог великог сестрића Јустинијана I.

## Живот пре ступања на трон
Информације о Јустиновом пореклу потичу пре свега из времена владавине његовог наследника. Јустин је рођен у месту Бедеријана, у близини потоњег Царичиног града код Лебана у југоисточној Србији.
Читава област у којој се налазило и његово родно место тешко је пострадала средином 5. века под налетима варвара, прво Хуна 447, затим Острогота (пре 461.). Претпоставља се да се Јустин родио око 450. године. Судећи по личним именима познатих чланова његове породице, Јустин је потицао из редова романизованих становника Балкана. Ипак, његов отац Саватије, носио је трачко име. Тезу о словенском пореклу Јустинове породице, која се јавила крајем 19. века у руској византологији, није могуће поткрепити изворним материјалом. Најзад, пошто се усред сиромаштва узрокованог ратним разарањима тешко живело, Јустин се са још двојицом младих земљака, Зимархом и Дитивистом упутио у Константинопољ.
О његовој даљој каријери знамо практично само сумарно да је учествовао у Анастасијевим ратовима против Исавријанаца и Персијанаца и да га је цар поставио за комеса (заповедника) гарде ескубитора која је бројала 300 људи. Знамо и то да је био један од команданата царске флоте која је 514. у водама залива Златни рог потукла флоту узурпатора Виталијана. О Јустиновом породичном животу знамо понешто више, пре свега захваљујући Прокопијевој Тајној историји. Свакако пре него што је стигао до високих положаја у војсци, Јустин је оженио бившу робињу варварског порекла Лупицину (лат: lupa=проститутка). Она је убрзо узела отменије име Еуфемија и била је позната по строгим моралним и верским надзорима. Јустинов успон је омогућио и да у престоницу Римског царства доведе себи и чланове своје бројне фамилије, између осталих и сестрића Сабатија Петра, коме је омогућио да приступи гарди екскубитора и стекне сјајно образовање.

## Успон на трон
Када је 8. јуна 518. умро цар Анастасије, у Цариграду је завладала пометња. Отворено се поставило питање како изабрати новог цара односно ко би у избору требало да игра главну улогу: дворски достојанственици, војска оличена у супротстављеним гардијским одредима, цариградски сенат или престоничка светина окупљена на хиподрому. Ујутру 9. јуна народ је на хиподрому затражио од сената да именује цара. Сенатори су се повукли у двор и заједно са патријархом Цариграда и дворским великодостојницима су покушали да обаве избор. Неслога сенатора је распалила нестрпљење окупљеног народа али и других струја. И екскубитори и други важан гардијски одред, схола, су покушали да истакну своје кандидате, а велики коморник Амантије је покушао да обезбеди престо извесном Теокриту. Амантије је затим однео велике суме новца Јустину са циљем да комес искористи свој утицај међу вођама дема и гардистима и митом омогући успон Теокрита. Међутим, Јустин је поступио неочекивано: новац који му је поверио утицајни евнух употребио је да обезбеди своје уздизање на положај цара. Пред окупљеном светином сенаторе је ухватила паника и најпосле су прихватили Јустина за новог цара. Нови цар, иако времешан и необразован, ипак је представљао прихватљивог кандидата: дворани су брже-боље донели царске инсигније и Јустин је крунисан истог дана у царској ложи на хиподрому. Већ 1. августа Јустин је о свом избору обавестио папу Хормизда тврдећи да је избор извршен противно његовој вољи. Оваква изјава лажне скромности се и очекивала од новог цара. Јустинови потези показују да је, пошто се докопао највише власти, био и одлучан да сачува престо. Већ неких месец дана по доласку новог цара, Анастасијеви најповерљивији сарадници су отпуштени из службе, а достојанственици који су се противили Јустиновом избору, попут Амантија, су тихо ликвидирани. Слична судбина снашла је и Виталијана, војсковођу који се побунио против јеретичког цара Анастасија. Виталијан је опозван из свог прибежишта у Доњој Мезији и, након што му је дозвољено да врши конзулат 520. године, уклоњен је. Већ тада, Јустин је свој некадашњи положај, место заповедника гарде екскубитора препустио свом сестрићу кога је и усинио, тако да је овај сада био познат као Флавије Сабатије Петар Јустинијан. Адопција се свакако одиграла пре 521. када су ујак Јустин и сестрић Јустинијан I били конзуларне колеге. И поред свега, сестрићи покојног Анастасија су поштеђени и њиховој части и имовини није нането никакво зло.

## Верска политика
Јустинови претходници Зенон и Анастасије били су поклоници монофизитизма, верског учења које је осуђено као јеретичко на Четвртом васељенском сабору у Халкидону 451. године. И поред осуде монофизитизам се учврстио у Сирији и Египту, а Зенонова политика, коју је наставио и Анастасије, довела је 484. до првог великог црквеног раскола између Рима и Цариграда тзв. Акакијеве шизме. Сама шизма је исто тако помогла учвршћивање власти Острогота у Италији и Вандала у Африци, пошто тамошњим православним Римљанима помоћ удаљеног и притом јеретичког цара више није деловала привлачно.
Јустин се одмах по ступању на престо показао као присталица православног симбола вере утврђеног у Халкидону. Синод одржан у Цариграду 20. јула 518. је анатемисао вођу монофизита, антиохијског патријарха Севера који је убрзо збачен и морао се склонити у Египат. Док је у Сирији спроведена чистка монофизитских епископа и игумана, у Египат, као у важну и богату провинцију, се ипак није дирало. Шизма са Римом залечена је у присуству папских легата 28. марта 519. године, али су претерани папски захтеви (нпр. осуда свих епископа који су после 484. сарађивали са патријархом Акакијем) дипломатски игнорисани.

## Јустинова спољна политика
Помирење Рима и Константинопоља није ишло у прилог краљу Острогота Теодорику. Приближавање Гота и Римљана било је Теодориково животно дело, а сада, када су Римљани поново почели да се окрећу цариградском августу, остроготски краљ је постао подозрив. Као знак добре воље Јустин је 519. произвео Теодориковог зета Еутариха у свог конзуларног колегу и усинио га је у складу са готским обичајима. Међутим, Јустинова верска политика довела је и до едикта против аријанаца у Царству (523) и Теодорик је у Цариград послао папу Јована I (523-526). Јустин је срдачно дочекао папу 525., али није одустао од антиаријанских мера. Када се Јован вратио у Италију, Теодорик га је ухапсио и утамничио, оптужујући га за ковање завере у сарадњи са цариградском владом. Теодорик је пред крај живота постао параноичан према намерама италских сенатора и уклонио је неколико најсумњивијих, између осталих и свог канцелара Боетија.
Односи са Персијом су били мирни од победе коју су 505/6 оствариле Анастасијеве војсковође. Ипак, до промене у осетљивој равнотежи снага дошло је 522. када је Чат, краљ Лазике, малене краљевине на југоисточној обали Црног мора, решио да посети Цариград и од римског, уместо од персијског владара, затражи потврду своје титуле. Јустин је примио краља Лазике и кумовао му на крштењу, а затим га је оженио римском невестом. Заузврат, персијски краљ Кавад I је покушао да наговори Сабире, номадске коњанике сродне Хунима, да нападну Царство, али му је Јустин открио да сабирски поглавар истовремено преговара и са њим. Након тога, Кавад је уништио Сабире, али је Јустинов гест протумачио као пријатељски. У знак помирења, Кавад је затражио да цар усини његовог сина Хозроја. Хозроје је наиме био један од млађих синова персијског краља и усиновљење од стране Јустина требало је да учврсти његове претензије на сасанидски престо. Јустин је пак понудио да се усиновљење изведе према варварским, а не римским обичајима (како Хозроје не би могао да претендује и на римску царску круну), што је Кавад озлојеђено одбио. Персијски краљ је затим упао у кавкаску краљевину Иберију (запад данашње Грузије) и затражио да се тамошња владарска кућа одрекне хришћанства и прихвати зороастризам. Невелика војна помоћ коју је послао Јустин је поражена и иберијска династија је морала да напусти земљу. Упади римске војске на територију персијске Јерменије, предузети 526., показали су се као бесплодни.

## Јустинове последње године
Последњих година живота и владавине Јустин је све чешће почео да побољева. Стара ратна рана, узрокована врхом стреле који је остао у царевој нози, се искомпликовала, а поред тога и терет година се сручио на цара. Бригу о државним пословима преузео је Јустинов сестрић Јустинијан који је од 525., а ако не и раније, био de facto прави владар Царства. Када је строга царица Еуфемија умрла 524. године, Јустин је 525. под притиском сестрића укинуо древни закон који је забрањивао особама из сенаторског сталежа да се жене бившим робињама и глумицама. Укидање закона омогућило је Јустинијанову женидбу са бившом пантомимичарком и куртизаном, Кипранком Теодором. Јустин је у току 526. и дефинитивно пао у кревет и 1. априла 527. године Јустинијан је проглашен за члана највишег сенаторског реда нобилисима и званично је произведен у ујаковог савладара. Три дана касније, Јустинијан и његова супруга, некада чувена блудница, су у крунисани за августа и августу. Јустин I је умро 1. августа 527. године.
По опису ученог и ништа мање саркастичног историчара Прокопија, Јустин је био неук, прост и нимало бистар. Био је и неписмен, тако да је морао да се потписује на државне акте уз помоћ дрвеног шаблона. Међутим, Јустиново деловање из првих година његове владе показује да се ипак радило о способном и одлучном владару. У познијим годинама, свакако да су његове способности и могућности опале, али је уз себе имао способног и лојалног сестрића Јустинијана. Главна достигнућа владе Јустина I биле су повратак халкедонском (православном) симболу вере и црквено измирење са Римом. Окончање Акакијеве шизме омогућиће Јустинијанов успех у спровођењу политике поновног освајања Запада. Јустин је био и родоначелник династије која ће владати Царством све до 578. године директно, а индиректно све до 602.